# Peperomia kokeana
Peperomia kokeana är en pepparväxtart som beskrevs av Yumcker. Peperomia kokeana ingår i släktet peperomior, och familjen pepparväxter. Inga underarter finns listade i Catalogue of Life.